# Don Johnson
Donnie Wayne "Don" Johnson (Flat Creek, Missouri, 15. prosinca 1949.) je američki glumac poznat po ulogama na televiziji i filmu. Glumio je glavnu ulogu Sonnyja Crocketta u policijskoj TV seriji Poroci Miamija koja je postigla veliki uspjeh i donijela mu slavu. Kasnije (1990-ih) glumio je glavnu ulogu u seriji Nash Bridges. Johnson je dobio Zlatni globus za ulogu u  Porocima Miamija, te jedna zvijezda na čuvenom hollywoodskom pločniku zvijezda nosi njegovo ime.

## Važnije uloge
- Poroci Miamija, 1984. – 1989.
- The Hot Spot, 1990.
- Harley Davidson i Marlboro Man, 1991.
- Nash Bridges, 1996. – 2001.
- Machete, 2010.

## Vanjske poveznice
- Don Johnson u internetskoj bazi filmova IMDb-u (engl.)